# Leslie Uggams
Leslie Marian Uggams (New York, 25 maggio 1943) è un'attrice e cantante statunitense.

## Biografia
È nota soprattutto per aver interpretato Kizzy Reynolds in Radici, un'interpretazione che le valse una candidatura al Golden Globe per la miglior attrice in una serie drammatica e il TV Land Award. Leslie Uggams ha recitato in numerosi musical a Broadway e in altre città degli Stati Uniti e per la sua performance in Hallelujah, Baby! ha vinto il Tony Award alla miglior attrice protagonista in un musical ed il Theatre World Award. Altri musical in cui ha recitato sono Cabaret (1970), Guys and Dolls (Tour statunitense, 1977), Anything Goes (Broadway, 1988), Hello, Dolly! (Londra, 1990), A Little Night Music (Michigan, 2009) e Gypsy (2009).

## Filmografia parziale

### Cinema
- Due settimane in un'altra città (Two Weeks in Another Town), regia di Vincente Minnelli (1962)
- Black Girl, regia di Ossie Davis (1972)
- Il pirata dell'aria (Skyjacked), regia di John Guillermin (1972)
- Poor Pretty Eddie, regia di David  Worth e Richard Robinson (1975)
- Scacco al re nero (Sugar Hill), regia di Leon Ichaso (1993)
- Toe to Toe, regia di Emily Abt (2009)
- Deadpool, regia di Tim Miller (2016)
- Deadpool 2, regia di David Leitch (2018)
- Nanny, regia di Nikyatu Jusu (2022)
- Deadpool & Wolverine, regia di Shawn Levy (2024)

### Televisione
- Agenzia U.N.C.L.E. (The Girl from U.N.C.L.E.) – serie TV, episodio 1x14 (1966)
- Le spie (I Spy) – serie TV, episodio 2x17 (1967)
- Mod Squad, i ragazzi di Greer (Mod Squad) – serie TV, 1 episodio (1972)
- Marcus Welby (Marcus Welby, M.D.) – serie TV, 1 episodio (1974)
- Radici (Roots) – miniserie TV, 2 episodi (1977)
- Muppet Show – serie TV, 1 episodio  (1979)
- Love Boat (The Love Boat) – serie TV, 3 episodi (1981-1987)
- Magnum, P.I. – serie TV, 1 episodio (1984)
- Hotel – serie TV, 1 episodio (1987)
- I Robinson (The Cosby Show) – serie TV, 1 episodio (1991)
- Tutti al college (A Different World) – serie TV, 1 episodio (1993)
- La valle dei pini (All My Children) – serial TV, 1 puntata (1996)
- The Good Wife – serie TV, 1 episodio (2011)
- Nurse Jackie - Terapia d'urto (Nurse Jackie) – serie TV, 3 episodi (2015)
- Empire – serie TV, 21 episodi (2016-2020)
- New Amsterdam – serie TV, 6 episodi (2019-2023)
- The Bite – serie TV, 3 episodi (2021)
- Extrapolations - Oltre il limite (Extrapolations) – serie TV, episodi 1x01-1x03 (2023)
- Fallout – serie TV, 5 episodi (2024)
- The Gilded Age – serie TV (2025)

## Teatro (parziale)
- Cabaret (1970)
- Guys and Dolls (1977)
- Anything Goes (1988)
- Hello, Dolly! (1990)
- King Hedley II (2001)
- A Little Night Music (2009)
- Gypsy (2009)

## Doppiatrici italiane
Nelle versioni in italiano delle opere in cui ha recitato, Leslie Uggams è stata doppiata da:
- Rita Savagnone in Empire, Deadpool, Deadpool 2, Deadpool & Wolverine
- Anna Rita Pasanisi in The Good Wife, Fallout
- Ada Maria Serra Zanetti in Radici